# ماتورین کروسی
ماتورین کروسی (انگلیسی: Mathurin Crucy; ۲ فوریهٔ ۱۷۴۹ – ۷ نوامبر ۱۸۲۶) معمار اهل فرانسه بود.
وی همچنین برندهٔ جوایزی همچون جایزه بزرگ رم شده‌است.